# Marie-Adélaïde của Luxembourg
Marie-Adelaide của Luxembourg (Luxembourg: Maria Adelheid; Marie Thérèse Adelheid Hilda Wilhelmine, ngày 14 tháng 6 năm 1894 - ngày 24 tháng 1 năm 1924), trị vì 1912-1919. Bà là Nữ Đại công tước đầu tiên tại vị của Luxembourg, và là nữ quân chủ đầu tiên kể từ Maria Theresa (1740-1780), là vị quân chủ Luxembourg đầu tiên được sinh ra tại trên lãnh thổ kể từ Johann I của Bohemia (sinh năm 1296).